# Кокозашвили, Севастий Николаевич
Севастий Николаевич Кокозашвили (1930 год, Карельский район, ССР Грузия) — рабочий Бретского плодоводческого совхоза Карельского района, Грузинская ССР. Герой Социалистического Труда (1973). Депутат Верховного Совета Грузинской ССР 8-го созыва.

## Биография
Родился в 1930 году в крестьянской семье в одном из сельских населённых пунктов Бретского сельсовета Карельского района. После окончания местной средней школы проходил срочную службу в Советской Армии, после которой возвратился в родное село. Трудился в плодоводческом совхозе в селе Брети, где за ним был закреплён участок площадью 3 гектара сливового сада.
Ежегодно показывал высокие трудовые результаты. В 1970 году собрал 180 центнеров плодов сливы вместо запланированных 67 центнеров. За получение высокого урожая сливы по итогам работы Восьмой пятилетки (1966—1970) был награждён Орденом Ленина. Досрочно выполнил личные социалистические обязательства и трудовые задания Девятой пятилетки (1971—1975). В 1972 году сдал 192 центнера сливы и в 1973 году — 196 центнеров. Указом Президиума Верховного Совета СССР от 12 декабря 1973 года удостоен звания Героя Социалистического Труда за «большие успехи, достигнутые во Всесоюзном социалистическом соревновании, и проявленную трудовую доблесть в выполнении принятых обязательств по увеличению производства и продажи государству зерна, чайного листа и других продуктов земледелия в 1973 году» с вручением ордена Ленина и золотой медали «Серп и Молот» (№ 15402).
Избирался депутатом Верховного Совета Грузинской ССР 8-го созыва (1971—1975).
Награды
- Герой Социалистического Труда
- Орден Ленина — дважды (08.04.1971; 1973)